# Tachina (Esmeraldas)
Tachina ist eine Ortschaft und eine Parroquia rural („ländliches Kirchspiel“) im Kanton Esmeraldas der ecuadorianischen Provinz Esmeraldas. Die Parroquia besitzt eine Fläche von 74,27 km². Die Einwohnerzahl lag im Jahr 2010 bei 3983.

## Lage
Die Parroquia Tachina liegt am östlichen Mündungsufer des Río Esmeraldas in Nordwest-Ecuador. Das Verwaltungsgebiet umfasst das Einzugsgebiet des kleinen Flüsschens Río Tachina, das bei Tachina in den Río Esmeraldas mündet. Im Norden verläuft ein etwa 4 km langer Abschnitt entlang der Pazifikküste. Im äußersten Südosten erhebt sich der 570 m hohe Cerro Tapira. Das Verwaltungszentrum liegt direkt am Flussufer 2,4 km östlich vom Stadtzentrum der Provinzhauptstadt Esmeraldas. Die Fernstraße E15 (Esmeraldas–San Lorenzo) führt an Tachina vorbei. In der Parroquia befindet sich der Flughafen von Esmeraldas „Aeropuerto Coronel Carlos Concha Torres“.
Die Parroquia Tachina grenzt im Osten an die Parroquia Camarones und im Süden an die Parroquia San Mateo. Südwestlich von Tachina befindet sich die Flussinsel „Isla Propicia“, die zur Parroquia Vuelta Larga gehört. Westlich der Parroquia Tachina, am gegenüberliegenden Flussufer des Río Esmeraldas, befindet sich das Municipio von Esmeraldas.

## Orte und Siedlungen
In der Parroquia gibt es neben dem Hauptort folgende Barrios: Las Colinas, Miraflores, Poza Honda und Vencedor. Außerdem gibt es das Recinto Las Piedras.

## Geschichte
Die Gründung der Parroquia Tachina wurde am 19. Februar 1940 im Registro Oficial N° 366 bekannt gemacht und damit wirksam.